# SPTLC2
Serinska palmitoiltransferaza, dugolančana bazna podjedinica 2 (SPTLC2) protein je koji je čoveka kodiran SPTLC2 genom.
Ovaj gen kodira dugolančanu baznu podjedinicu serinske palmitoiltransferaze. Serinska palmitoiltransferaza, koja se sastoji od dve različite podjedinice, je inicijalni enzim u sfingolipidnoj biosintezi. Ona katalizuje piridoksal 5'-fosfat zavisnu kondenzaciju L-serina i palmitoil KoA do 3-oksosfinganina. Mutacije ovog gene su identifikovane kod pacijenata sa naslednom senzornom neuropatijom tipa I. Alternativno splajsovane varijante koje kodiraju različite izoforme su poznate.

## Literatura
- Takeda J; Yano H; Eng S;  . (1994). „A molecular inventory of human pancreatic islets: sequence analysis of 1000 cDNA clones”. Hum. Mol. Genet. 2 (11): 1793—8. PMID 7506601. doi:10.1093/hmg/2.11.1793.
- Hillier LD; Lennon G; Becker M;  . (1997). „Generation and analysis of 280,000 human expressed sequence tags”. Genome Res. 6 (9): 807—28. PMID 8889549. doi:10.1101/gr.6.9.807.
- Nagiec MM, Lester RL, Dickson RC (1996). „Sphingolipid synthesis: identification and characterization of mammalian cDNAs encoding the Lcb2 subunit of serine palmitoyltransferase”. Gene. 177 (1–2): 237—41. PMID 8921873. doi:10.1016/0378-1119(96)00309-5.
- Weiss B, Stoffel W (1997). „Human and murine serine-palmitoyl-CoA transferase--cloning, expression and characterization of the key enzyme in sphingolipid synthesis”. Eur. J. Biochem. 249 (1): 239—47. PMID 9363775. doi:10.1111/j.1432-1033.1997.00239.x.
- Nagase T; Ishikawa K; Miyajima N;  . (1998). „Prediction of the coding sequences of unidentified human genes. IX. The complete sequences of 100 new cDNA clones from brain which can code for large proteins in vitro”. DNA Res. 5 (1): 31—9. PMID 9628581. doi:10.1093/dnares/5.1.31.
- Hanada K, Hara T, Nishijima M (2000). „Purification of the serine palmitoyltransferase complex responsible for sphingoid base synthesis by using affinity peptide chromatography techniques”. J. Biol. Chem. 275 (12): 8409—15. PMID 10722674. doi:10.1074/jbc.275.12.8409.
- Dias Neto E; Correa RG; Verjovski-Almeida S;  . (2000). „Shotgun sequencing of the human transcriptome with ORF expressed sequence tags”. Proc. Natl. Acad. Sci. U.S.A. 97 (7): 3491—6. PMC 16267 . PMID 10737800. doi:10.1073/pnas.97.7.3491.
- Dawkins JL; Brahmbhatt S; Auer-Grumbach M;  . (2002). „Exclusion of serine palmitoyltransferase long chain base subunit 2 (SPTLC2) as a common cause for hereditary sensory neuropathy”. Neuromuscul. Disord. 12 (7–8): 656—8. PMID 12207934. doi:10.1016/S0960-8966(02)00015-9.
- Stachowitz S; Alessandrini F; Abeck D;  . (2003). „Permeability barrier disruption increases the level of serine palmitoyltransferase in human epidermis”. J. Invest. Dermatol. 119 (5): 1048—52. PMID 12445191. doi:10.1046/j.1523-1747.2002.19524.x.
- Strausberg RL; Feingold EA; Grouse LH;  . (2003). „Generation and initial analysis of more than 15,000 full-length human and mouse cDNA sequences”. Proc. Natl. Acad. Sci. U.S.A. 99 (26): 16899—903. PMC 139241 . PMID 12477932. doi:10.1073/pnas.242603899.
- Heilig R; Eckenberg R; Petit JL;  . (2003). „The DNA sequence and analysis of human chromosome 14”. Nature. 421 (6923): 601—7. PMID 12508121. doi:10.1038/nature01348.
- Gerhard DS; Wagner L; Feingold EA;  . (2004). „The Status, Quality, and Expansion of the NIH Full-Length cDNA Project: The Mammalian Gene Collection (MGC)”. Genome Res. 14 (10B): 2121—7. PMC 528928 . PMID 15489334. doi:10.1101/gr.2596504.
- Rual JF; Venkatesan K; Hao T;  . (2005). „Towards a proteome-scale map of the human protein-protein interaction network”. Nature. 437 (7062): 1173—8. PMID 16189514. doi:10.1038/nature04209.
- Olsen JV; Blagoev B; Gnad F;  . (2006). „Global, in vivo, and site-specific phosphorylation dynamics in signaling networks”. Cell. 127 (3): 635—48. PMID 17081983. doi:10.1016/j.cell.2006.09.026.
- Chen M; Han G; Dietrich CR;  . (2007). „The Essential Nature of Sphingolipids in Plants as Revealed by the Functional Identification and Characterization of the Arabidopsis LCB1 Subunit of Serine Palmitoyltransferase”. Plant Cell. 18 (12): 3576—93. PMC 1785403 . PMID 17194770. doi:10.1105/tpc.105.040774.
- Hornemann T, Wei Y, von Eckardstein A (2007). „Is the mammalian serine palmitoyltransferase a high-molecular-mass complex?”. Biochem. J. 405 (1): 157—64. PMC 1925250 . PMID 17331073. doi:10.1042/BJ20070025.
- Nicholas C. Price; Lewis Stevens (1999). Fundamentals of Enzymology: The Cell and Molecular Biology of Catalytic Proteins (Third изд.). USA: Oxford University Press. ISBN 019850229X.
- Eric J. Toone (2006). Advances in Enzymology and Related Areas of Molecular Biology, Protein Evolution (Volume 75 изд.). Wiley-Interscience. ISBN 0471205036.
- Branden C; Tooze J. Introduction to Protein Structure. New York, NY: Garland Publishing. ISBN 0-8153-2305-0.
- Irwin H. Segel. Enzyme Kinetics: Behavior and Analysis of Rapid Equilibrium and Steady-State Enzyme Systems (Book 44 изд.). Wiley Classics Library. ISBN 0471303097.
- William P. Jencks (1987). Catalysis in Chemistry and Enzymology. Dover Publications. ISBN 0486654605.